# جليلة تويون
جليلة تويون (بالتركية: Celile Toyon)‏ ( ولدت في 3 أكتوبر عام 1944 في مدينة إسطنبول ) ممثلة تركية.

## حياتها
تخرجت جليلة تويون من مدرسة الفنون الخاصة بالكلية العسكرية ومن قسم المسرح بالمعهد الموسيقي بإسطنبول. وفي عام 1962 بدأت جليلة تويون المسرح كهاوية. ومثلت جليلة تويون في مسرح الفنون بأنقرة ، ومسرح جولريز سروري – إنجين جيزار، ومسرح أرينا، ومسرح دورمان وفي مسرح الأصدقاء. وخلال الإنقلاب العسكري في 12 سبتمبر عام 1980 إنفصلت جليلة تويون من مسرح المدينة بإسطنبول. ثم بعد ذلك عادت جليلة تويون مرة أخرى لمهنتها بقرار مجلس الدولة. ولا تزال جليلجة تويون واحدة من موظفي مسرح المدينة بإسطنبول. وقد قامت جليلة تويون بدبلجة العمل المسمى ب«جيل 68 الوثائق» حيث أنتجه مؤسسة الإتحاد الثامن والستون – معهد الجولة البحرية وقد أخرجه المخرج أيدين سايمان.

## المسرح
- منزل ليلى : ( زولفو ليفانالي ) – مسرح القط – 2010
- تصبحي على خير يا أمي : مارشا نورمان – مسرح المدينة بإسطنبول – 2007
- هيا يا جانكوم لتقتله ( عزيز نسين – مسرح المدينة بإسطنبول – 2004
- ريتشارد الثالث : وليم شكسبير - مسرح المدينة بإسطنبول – 2002
- جميعهم كانوا أولادي : آرثر ميلر - مسرح المدينة بإسطنبول – 2001
- كيف ينبغي تمثيل المسرحية ؟ ( وصيف أونجورن )
- أريد حفيداً
- الأحياء بالمسرحيات ( أوغوز أتاي ) - مسرح المدينة بإسطنبول – 1998
- لعبة غريبة
- شرف العائلة
- شارع مسدود : ( تونجر جوجن أوغلو )
- أليس في بلاد العجائب
- إدخلو ضاحكيين
- التراث
- أغمض عيني وأقم بوجباتي : ( خلدون تانر )
- ورقة العرس : إفرايم كيشون
- الحزب المصارع
- باب اليد : ( بيلجيسو إيرينسو )
- منازل منازل : ( عصمت كونتاي ) مسرح أنقرة الفني : 1972
- المنتصر أو طاقة الأطفال : ( روجر فيتراك ) – مسرح أنقرة للفنون – 1968
- شارع دوراند ( أرماند سالكرو ) – مسرح أنقرة للفنون – 1967
- ساربينار : ( ر. نوري جونتكين ) – مسرح أنقرة الفني – 1967
- المفتش : ( نيكولاي جوجول ) – مسرح أنقرة الفني – 1967
- مغامرات الغني : ( تونكا يوندر وبيركان أوزدمير ) – مسرح أنقرة الفني – 1966
- البرجوازية الصغيرة : ( مكسيم غوركي ) – مسرح أنقرة الفني – 1966
- أليس في بلاد العجائب : ( كارول ) – مسرح أنقرة الفني – 1966
- كوغوش الثاني والسبعون : ( أورهان كمال ) – مسرح أنقرة الفني – 1966
- نزهة الأحد : ( جورج ميتشل ) – مسرح أنقرة الفني – 1966
- الزواج تحت ستار إطلاق النار : ( حسين رحمي جوربينار ) – مسرح أنقرة الفني – 1965

## فيلموغرافي

### مسيرتهاالفنية

#### السينما
- 1977 – إيبو وجولوشاه
- 1979 – القربان
- 1982 – التسرب
- 1982 – الألغام
- 1984 – العاطفة
- 2011 – شجرة الجميز
- 2019 - معجزة في الزنزانة 7

#### المسلسلات
- 1983 ثلاثة إسطنبول ( فيزي تونا )
- أنت وطني 2017-2018

## روابط خارجية
- جليلة تويون على موقع IMDb (الإنجليزية)
- جليلة تويون على موقع قاعدة بيانات الفيلم (الإنجليزية)
- جليلة تويون في قاعدة البيانات على الإنترنت
- جليلة تويون في السينما التركية [التركية]